# Photobombing

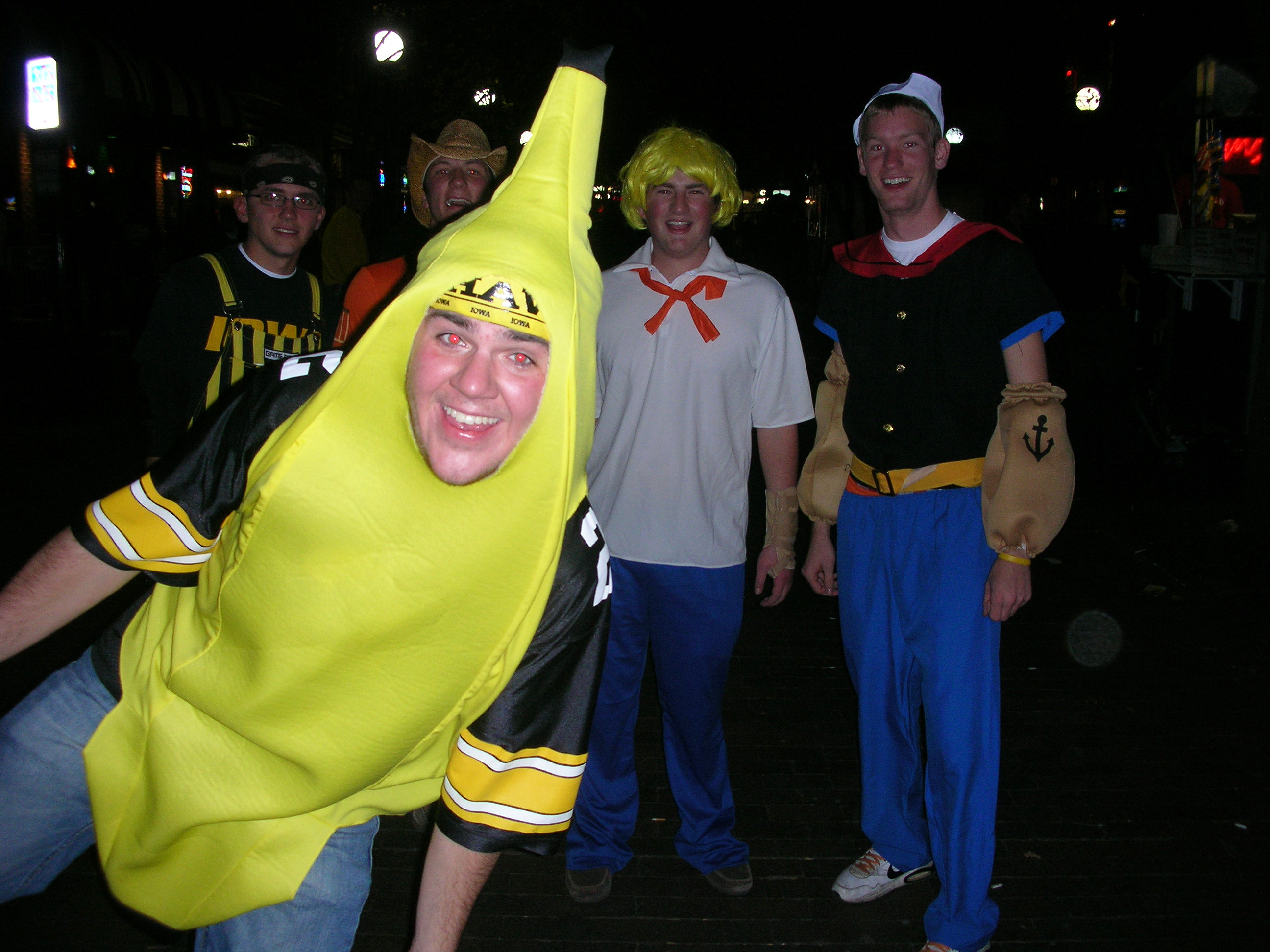
Příklad photobombingu, na kterém osoba oblečená jako banán na snímku být neměla

Photobombing je akt, při kterém se „objekt náhle objeví v zorném poli objektivu fotoaparátu během pořizování snímku – obvykle je to míněno jako recese nebo kanadský žert.“ Jako fenomén se objevuje od roku 2009. V diskusích nad snímkem "stingray photobomb", který se stal známým internetovým memem, Andrea DenHoed dodává, že photobombing může skrývat „promyšlenou sabotáž.“
Fotografie je však mnohem starší než internet, klasickým „fotobombingem“ je například přidělávání symbolického paroží nepozorovaně přiloženou rukou útočníka.